# 九四式七糎戦車砲
九四式七糎戦車砲 (94しき7せんちせんしゃほう) とは、大日本帝国陸軍が開発した口径70mmの戦車砲。重戦車に搭載する目的で開発され、九五式重戦車に搭載された。

## 審査概要
陸軍技術本部では1932年（昭和7年）7月30日付の陸密第261号審査命令に基づき、開発中の試製重戦車に装備する目的で1933年（昭和8年）4月より本砲の設計に着手した。試作砲は同年12月に完成し、1934年（昭和9年）3月より弾道試験及び機能抗堪試験を実施した。同年9月には試製重戦車に搭載しての試験を実施した結果、機能良好かつ効力十分にして所期の性能を満たすものと認められた。11月より戦車第2連隊に依託し、12月から翌年2月にかけて満州において実用試験を実施した。
以上をもって本砲は重戦車装備火砲として適当であると認められ、1935年（昭和10年）3月に仮制式を上申した。

## 構造
本砲の砲身は単肉自緊砲身であり、傾角6度の24条右回りの施条を有する。閉鎖機は自動開閉式の垂直鎖栓式を採用し、撃発機構は引き落し式である。駐退復座機は水圧駐退機の外周にばね復座機を配置する一体型で、砲架内に収容する。砲身の後座長は300mmを基準とする。揺架は上部に砲身滑走孔、下部に駐退復座機室を有する。外部中央には段部を設け、後方に螺着する準板と共に砲架にはめ込まれた揺架全体の位置を決定する。前方は防盾で覆い、後部の準板には底匡・肩当・照準具・薬莢受を装着する。砲架は砲架中匡と架体からなる。砲架中匡は鋼鉄製で、右側に揺架室、左側に開閉可能な照準孔を有する。中匡の上下を軸として砲架は方向旋回が可能である。架体は鋳鋼製で、砲架中匡を収容する。外側方に砲耳である駐軸を有し、砲塔に対し上下旋回が可能である。砲身重量105.5㎏(閉鎖器共)、射撃姿勢重量は325㎏である。
本砲の高低照準機は照準螺式であり砲塔内壁と準板後部との間に装備する。照準螺頭部の駐栓を外すと照準機との連結が解除されて砲の肩当照準が可能になる。方向照準機は歯弧式であり、高低照準機と連緊して準板下部に装備する。槓桿で誘導螺を半回転させると歯弧との噛合いが外されて砲の方向移動が自由になる。照準具は単眼鏡式であり距離2,000mまで200mごとに距離目盛を有する。

## 砲弾
本砲の砲弾のうち、榴弾及び代用弾は九二式歩兵砲と同一の砲弾を使用する。1934年（昭和9年）3月に伊良湖試験場で榴弾及び代用弾の試験を実施し、本砲における機能及び弾道性は概ね良好と認められた結果、1935年（昭和10年）4月に戦車砲弾薬として仮制式を上申した。徹甲弾については1931年（昭和6年）に開発が始まり、同年12月から1932年（昭和7年）11月にかけて伊良湖試験場で3回の試験を行った結果機能が良好であると認められた。
その後装甲貫徹後の炸裂の確実性を高めるために炸薬及び信管の改修を実施し、1936年（昭和11年）6月の装甲貫徹試験で性能良好と認められた結果同年9月に仮制式を上申した。本砲の空包は1937年（昭和12年）2月に制式を上申した。
九二式榴弾
九二式歩兵砲用の九二式榴弾と同一であり、人馬の殺傷及び野戦築城の破壊に用いる。
炸薬量0.63kg、殺傷半径22m(有効破片密度1個/m2)。信管には八八式瞬発もしくは短延期信管「野山加」を使用。砲弾重量3.81kg。
九四式戦車砲では初速350m/秒、射角8度で距離2,500mに達する。
九二式代用弾
九二式歩兵砲用の九二式代用弾と同一であり、演習の際の榴弾代用弾として使用する。
信管には八八式瞬発もしくは短延期信管「野山加」を使用。砲弾重量3.81kg。
九五式徹甲弾
被装甲目標射撃用の砲弾であり、装甲貫徹後に炸裂することで車両内部の機器破壊及び人員殺傷に適する。
炸薬量0.17kg、信管は九五式破甲小弾底信管を使用する。砲弾重量4.45kg(薬莢および装薬を含んだ総重量は5.04kg)。
薬筒は九二式榴弾と同一であるが装薬量は0.12kgである。
初速300m/秒、距離1,000m(存速252m/秒)でニセコ鋼板25mm、距離3,000m(存速200m/秒)で同鋼板20mmを貫徹する。
空包
本砲の空包は1937年（昭和12年）に制式化された。